# Riddagshausen (Naturschutzgebiet)

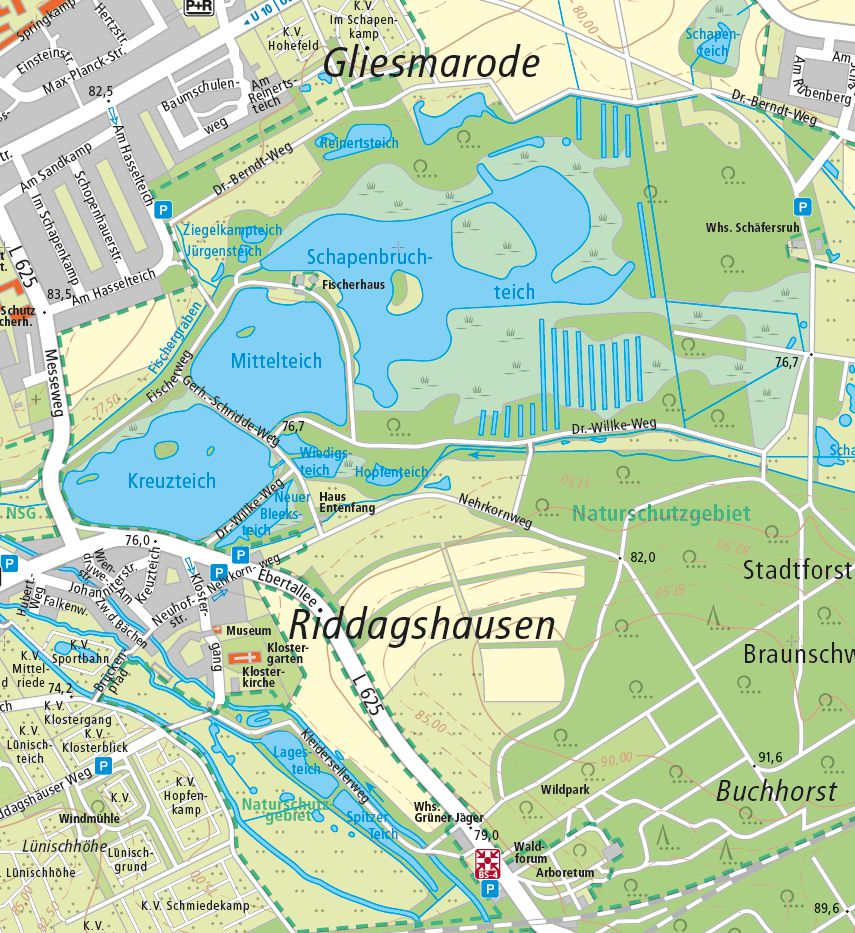
Das Naturschutzgebiet in der Stadtkarte Braunschweigs 2016

Riddagshausen ist ein Naturschutzgebiet in der niedersächsischen Stadt Braunschweig.

## Allgemeines
Das Naturschutzgebiet mit dem Kennzeichen NSG BR 001 ist 526 Hektar groß. Es liegt im Osten von Braunschweig und stellt ein in einem Niederungsbereich liegendes, altes Teichgebiet, einen Teil der östlich des Braunschweiger Stadtteils Riddagshausen liegenden Niederung, einen Teil des südlich daran angrenzenden Waldgebietes Buchhorst sowie Bereiche südlich von Riddagshausen unter Schutz. Das Naturschutzgebiet erstreckt sich zwischen den Braunschweiger Stadtteilen Riddagshausen, Gliesmarode, Volkmarode und Schapen und der Ortschaft Weddel in der Gemeinde Cremlingen. Nach Süden wird es von der Bahnstrecke Braunschweig–Magdeburg begrenzt.
Das Naturschutzgebiet ist größtenteils Bestandteil des 2002 ausgewiesenen, ursprünglich 478,8 Hektar großen und mittlerweile auf 496,2 Hektar vergrößerten EU-Vogelschutzgebietes und des 2005 ausgewiesenen, deckungsgleichen FFH-Gebietes „Riddagshäuser Teiche“. Im Nordwesten grenzt es zwischen Gliesmarode und Riddagshausen an das Landschaftsschutzgebiet „Prinz-Albrecht-Park“, im Nordosten zwischen Volkmarode und Schapen an das Landschaftsschutzgebiet „Schapener Forst“, im Osten zwischen Schapen und Weddel an das Landschaftsschutzgebiet „Hordorfer Forst und Feldflur zwischen Hordorf und Weddel“ sowie im Süden an die Landschaftsschutzgebiete „Buchhorst“ und „Feld- und Waldflur südwestlich Weddel“. Südlich von Weddel grenzt es auch noch an das Landschaftsschutzgebiet „Feld- und Waldflur von Weddel, Klein Schöppenstedt, Destedt, Schulenrode und Cremlingen“. Zuständige untere Naturschutzbehörde ist die Stadt Braunschweig.

## Geschichte
Das ursprüngliche Naturschutzgebiet wurde zum 26. November 1936 ausgewiesen, nachdem sich viele Persönlichkeiten aus Braunschweig und Riddagshausen für den Erhalt des Teichgebietes eingesetzt hatten, darunter der Zoologe Johann Heinrich Blasius mit seinen Söhnen, die dort umfangreiche Feldbeobachtungen durchführten, und der Arzt Otto Willke. Es ist damit eines der ältesten Naturschutzgebiete in Deutschland. Es umfasste die Teiche mit den angrenzenden Bruch-, Wiesen- und Waldgebieten. Nicht geschützte Teile der Buchhorst wurden im Juli 1949 zum Landschaftsschutzgebiet erklärt. Im Bereich um den Schapenteich wurde 1969 das Landschaftsschutzgebiet „Schapenteich mit angrenzendem Gelände“ ausgewiesen.
1962 wurde dem Naturschutzgebiet als Vogellebensraum von überregionaler Bedeutung auf Vorschlag der deutschen Sektion des Internationalen Rates für Vogelschutz das Prädikat „Europareservat“ verleihen. 1981 wurde das Europareservat von der Europäischen Gemeinschaft in die Liste der Important Bird Areas aufgenommen. Das ebenfalls 1981 ausgewiesene Naturschutzgebiet „Weddeler Teich“, welches etwas östlich liegt, wurde mit in das Europareservat aufgenommen, ist jedoch mittlerweile gelöscht worden.
Zum 16. Januar 2003 wurden das bisherige Naturschutzgebiet und Teile der Landschaftsschutzgebiete zum neuen Naturschutzgebiet „Riddagshausen“ zusammengefasst.

## Teichgebiet Riddagshausen

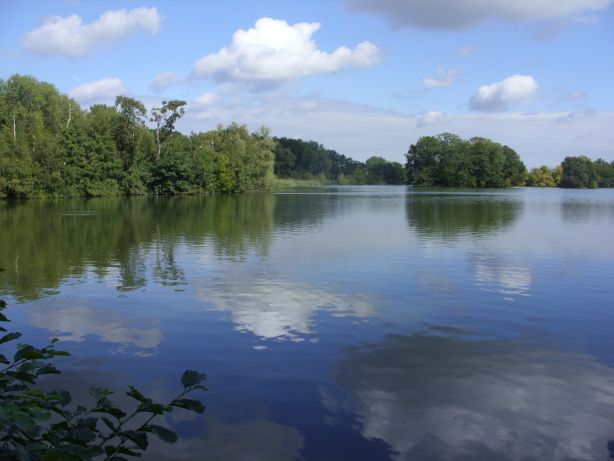
Kreuzteich

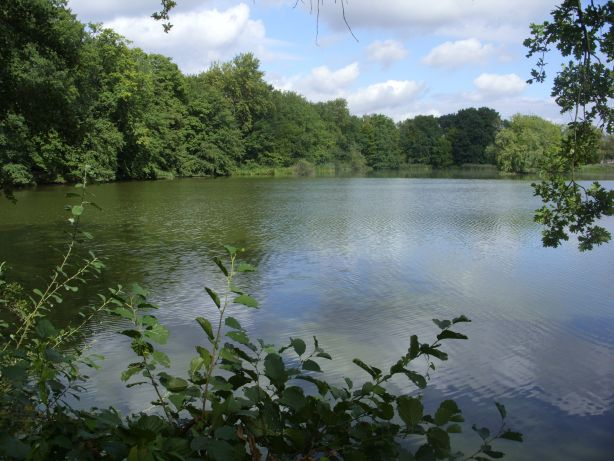
Mittelteich

Das Teichgebiet wurde im 12. und 13. Jahrhundert in einer ausgedehnten Sumpf- und Bruchlandschaft von Mönchen des 1143 gegründeten Zisterzienserklosters Riddagshausen angelegt. Die Mönche begannen 1145, das Gebiet urbar zu machen. Dazu entwässerten sie es durch ein umfangreiches Grabensystem und legten 28 Teiche an, die sie zur Fischzucht nutzten. Von den Teichen sind elf heute noch vorhanden. Weitere Bereiche des entwässerten Gebietes wurden zur land- und forstwirtschaftlichen Nutzung kultiviert.
Mit der Eingemeindung von Riddagshausen in die Stadt Braunschweig 1934 gingen die Ländereien an die Stadt. Im Jahr 1935 wurden Teichgebiet und Buchhorst an die „Hermann-Göring-Stiftung“ abgegeben, 1936 erhielt das Gebiet den Schutzstatus „Naturschutzgebiet“. Ab 1955 fielen die Flächen des Naturschutzgebietes, der Buchhorst und des Gutes Riddagshausen wieder an die Stadt zurück.
Im Laufe der Zeit entwickelte sich eine naturnahe Teich-, Wiesen- und Waldlandschaft, die heute einen wichtigen Lebensraum für bedrohte Tier- und Pflanzenarten darstellt.
Im Nordwesten des Naturschutzgebietes liegen mehrere größere Stauteiche sowie verschiedene Kleingewässer. Weitere Teiche befinden sich südöstlich von Riddagshausen. Die Teiche verfügen teilweise über Schwimmblatt- und Unterwasservegetation sowie Verlandungszonen und sind von unterschiedlich umfangreichen Röhricht- und Großseggenbeständen umgeben. Die Ufer der Teiche sind mit Gehölzen bestanden, darunter auch Bruchwaldflächen. Ebenso stocken Bäume auf den Dämmen zwischen den Teichen.
Die Fischteiche werden zum Teil extensiv genutzt, darunter Kreuzteich, Mittelteich und Neuer Bleeksteich östlich sowie Lagesteich und Spitzer Teich südöstlich des Klosters. Die kleineren Teiche Wiedings- und Hopfenteich dienen als Aufzuchtteiche für Jungfische. Andere Teiche, wie der große, weiter östlich liegende Schapenbruchteich und die kleineren Teiche wie Schapen- und Reinertsteich, sind aus der Nutzung genommen und einer weitestgehend naturnahen Entwicklung überlassen.
Das Teichgebiet mit seinen Röhricht- und Bruchwaldzonen ist wertvoller Lebensraum für zahlreiche Vogelarten. Daneben ist es ein wichtiger Rast- und Überwinterungsplatz für Zugvögel.
An die Stauteiche schließen sich vielfach landwirtschaftliche Nutzflächen in Form von Grünland und Ackerflächen an. Nach Süden schließen sich ebenfalls landwirtschaftliche Nutzflächen, aber auch die Buchhorst an.

### Schapenbruchteich

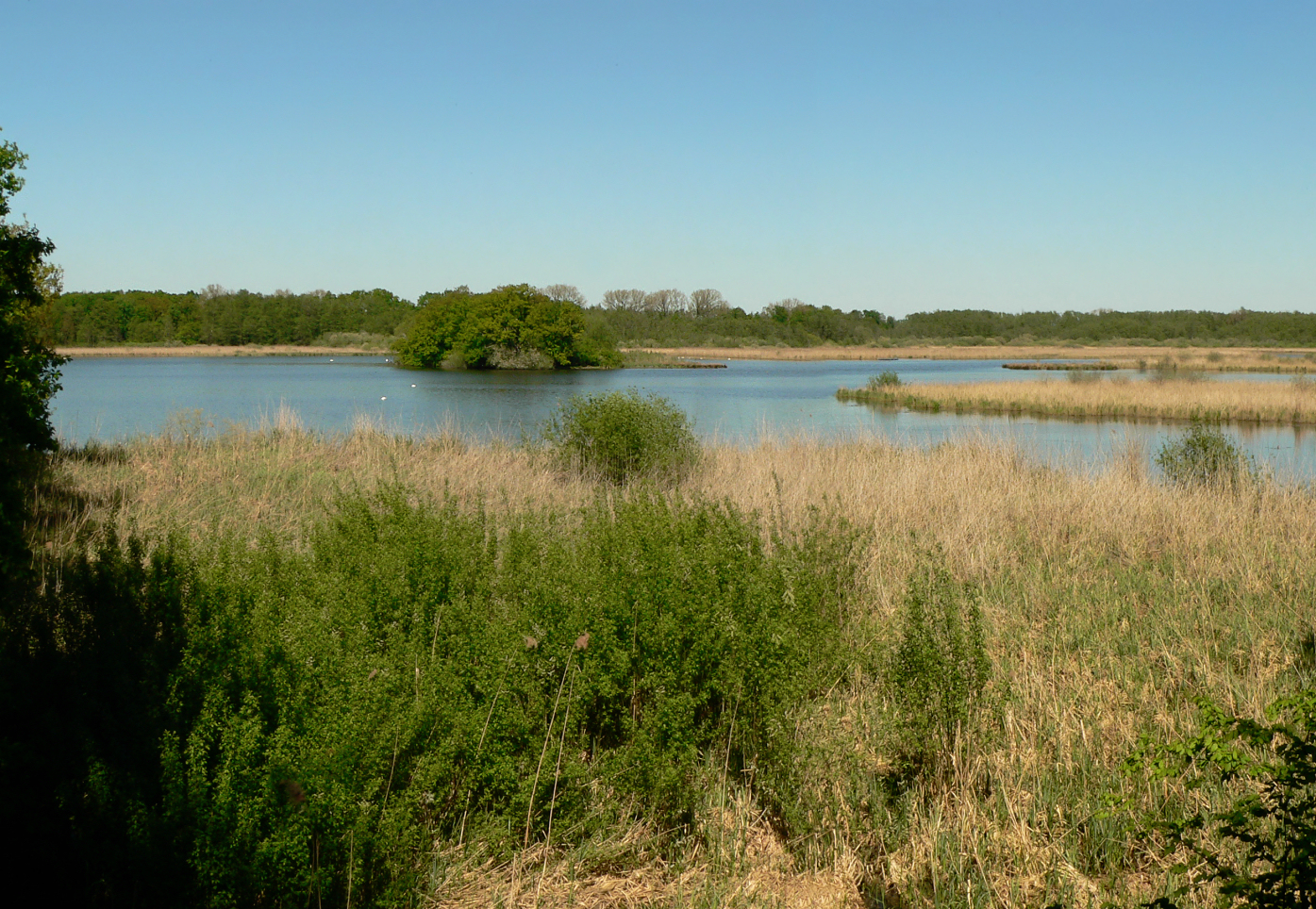
Blick von einer Beobachtungsplattform auf den Schapenbruchteich

Der knapp 20 Hektar große Schapenbruchteich liegt im Nordosten des Teichgebietes. Er ist über einen Mönch mit dem Mittelteich verbunden. Ein weiterer Abfluss im nordwestlichen Teil des Gewässers mündet in den Fischergraben. Die Wassertiefe des Teiches beträgt maximal 1,4 Meter, durchschnittlich aber nur 0,8 bis 1 Meter.
Trotz verschiedener Maßnahmen zur Verbesserung der Wasserqualität von Zuflüssen des Schapenbruchteiches (darunter die Renaturierung der Weddeler Grabenniederung und die Anlage eines Regenrückhaltebeckens nördlich des Teiches), verlandete dieser zunehmend.
Im Winter 1995/96 wurde zur Verhinderung der Verschlammung des Teichs das Wasser abgelassen und kleinräumig Schlamm entfernt. Dies führte jedoch nur zu einer vorübergehenden Verbesserung der Situation. Daher wurde der Teich im Jahr 2003 saniert. Hierfür wurde das Wasser erneut abgelassen und rund 50.000 m³ Schlamm entfernt. Die verlandeten Uferbereiche wurden teilweise wiederhergestellt, wodurch eine Erweiterung der Wasserfläche und eine neue, buchtenreiche Uferlinie erreicht wurde. Ausgewählte Bereiche der Uferzonen und des Teichbodens blieben zusammen mit vorhandenen Tiefwasserbereichen unberührt, um so eine spätere Wiederbesiedelung des Teichbodens zu erleichtern. Gleichzeitig wurden Schilfbereiche entkusselt.
Der Schapenbruchteich konnte sich nach der Sanierung zu einem naturnahen Stillgewässer mit ausgedehnten Röhrichtzonen und anschließendem Erlenbruchwald, der von Gräben durchzogen wird, entwickeln. Er wird nicht mehr bewirtschaftet.

## Buchhorst

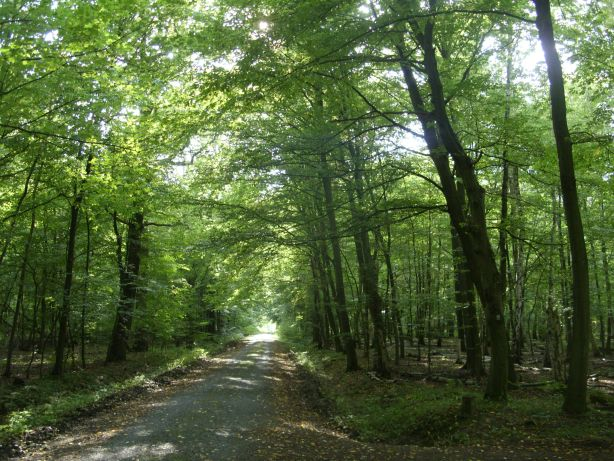
Buchhorst

Die Buchhorst ist ein Laubmischwaldgebiet im Osten von Braunschweig. Sie wird von der Bahnstrecke Braunschweig–Magdeburg durchschnitten. Der nördliche Teil ist Bestandteil des Naturschutzgebietes „Riddagshausen“, der südliche Teil ist seit 1968 als Landschaftsschutzgebiet „Buchhorst“ ausgewiesen.
Das Waldgebiet wird überwiegend von Laubwald mit alten Eichen, Birken und Buchen mit eingestreuten Nadelwaldbereichen charakterisiert. Es wurde früher als Hutewald genutzt und hat sich ab Ende des 19. Jahrhunderts zu einem Laubmischwald entwickelt.
Im Nordosten der Buchhorst befindet sich eine Naturwaldparzelle, die aus der forstwirtschaftlichen Nutzung herausgenommen wurde. Der Wald wird hier seiner natürlichen Entwicklung überlassen. Die Naturwaldparzelle besteht seit Oktober 1984, zunächst aus einem 20,6 Hektar großen Teilstück. 1996 wurde sie auf 33 Hektar ausgedehnt.
Nordwestlich der Buchhorst liegt seit etwa 1984 eine ehemalige Ackerfläche brach. Auf dieser hat sich durch die natürliche Sukzession ein von Birken geprägter Pionierwald entwickelt, in dem langsam Eichen, Eschen und Buchen nachfolgen.

## Weitere Teilbereiche

### Legdenanger

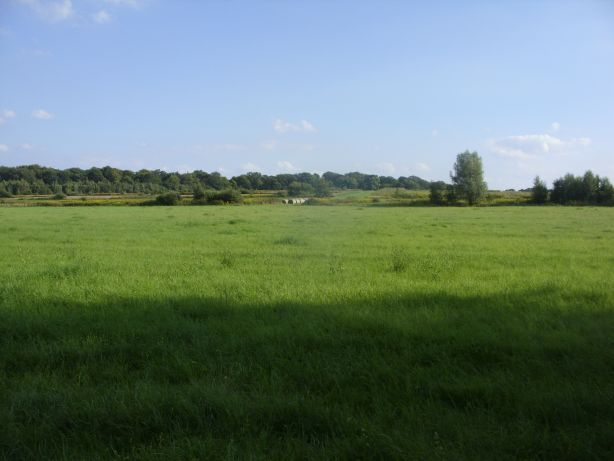
Legdenanger

Der Legdenanger ist eine etwa 40 Hektar große, landwirtschaftliche Nutzfläche, welche zwischen Riddagshausen und der Buchhorst liegt. Die Fläche wurde 1995 einer Neuordnung unterzogen. Bestand sie vorher aus drei Parzellen, wurde sie nun in neun, meist zwei bis vier Hektar große Acker- und Grünlandparzellen unterteilt. Zwischen den einzelnen Parzellen befinden sich landwirtschaftlich ungenutzte Feldraine, welche die Ackerrandstreifen ergänzen. Hier können sich Ackerwildkräuter ansiedeln.
Die Neuordnung der Fläche führte dazu, dass sie als Lebensraum für bedrohte Arten der Feldflur wieder attraktiv wurde.

### Neues Land

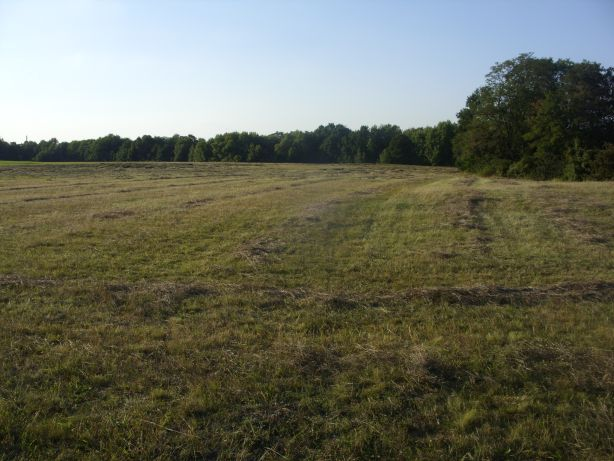
Neues Land

Im Bereich des Neuen Landes, einer ehemaligen Ackerfläche, wurde 1992 ein Sandmagerrasen angelegt. Die Maßnahme war als Ausgleichsmaßnahme notwendig, weil beim Bau der A 39 bestehende Sandmagerrasen zerstört wurden. Für die Maßnahme wurde zunächst eine bis 50 cm starke Sandauflage auf den Boden aufgebracht. Darauf kamen Rasensoden und Oberboden aus dem Trassenbereich der Autobahn. Anschließend wurden weitere typische Pflanzen des Sandmagerrasens angesät.
Der Magerrasen wird entsprechend dem Naturschutzzweck gepflegt, so dass sich eine artenreiche Wiese mit über 250 Pflanzenarten entwickeln konnte, die Lebensraum für zahlreiche Insekten, wie Wildbienen, Laufkäfer, Heuschrecken und Schmetterlinge ist.

### Weddeler Grabenniederung

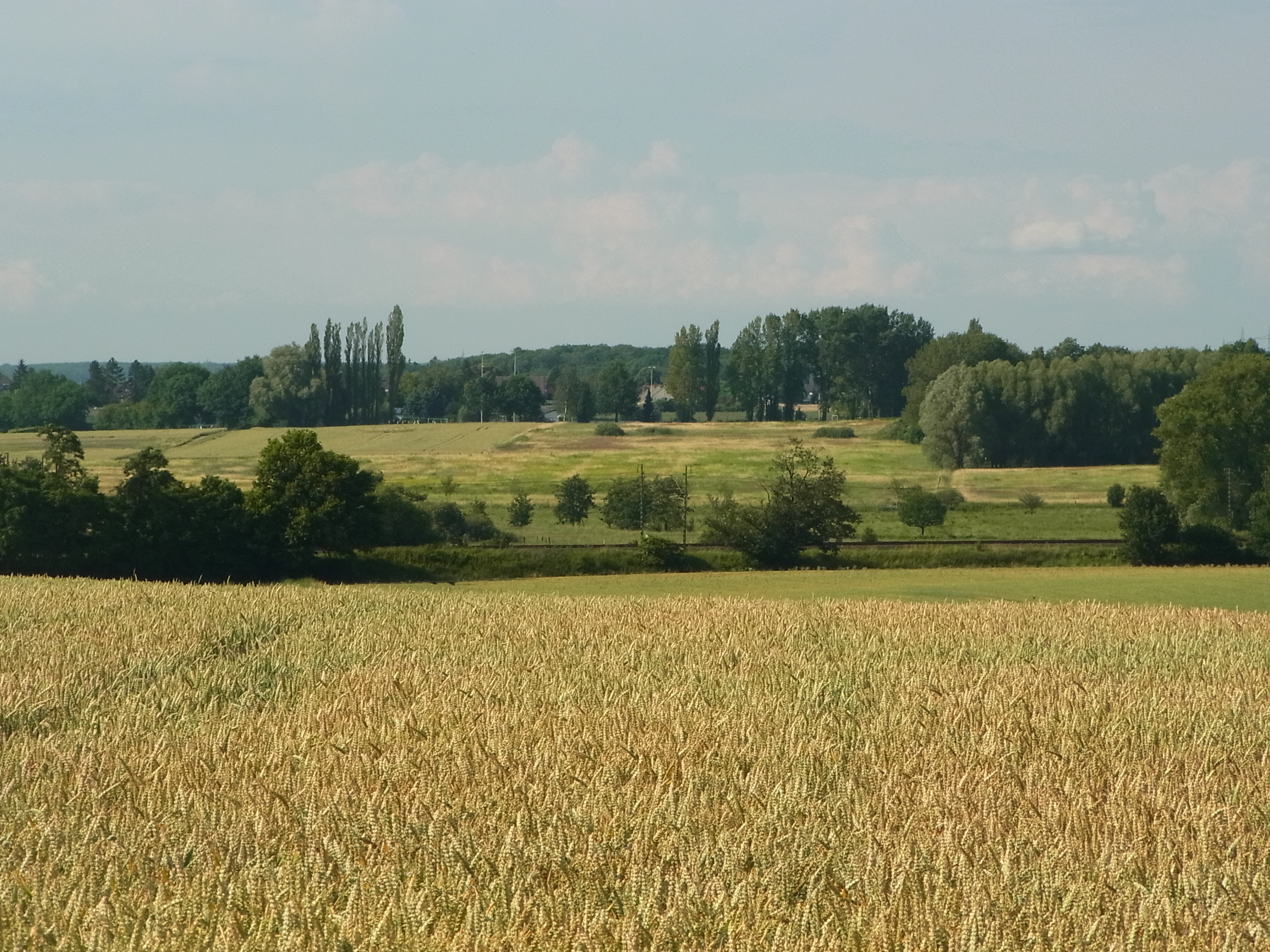
Blick auf die Weddeler Grabenniederung von Süden

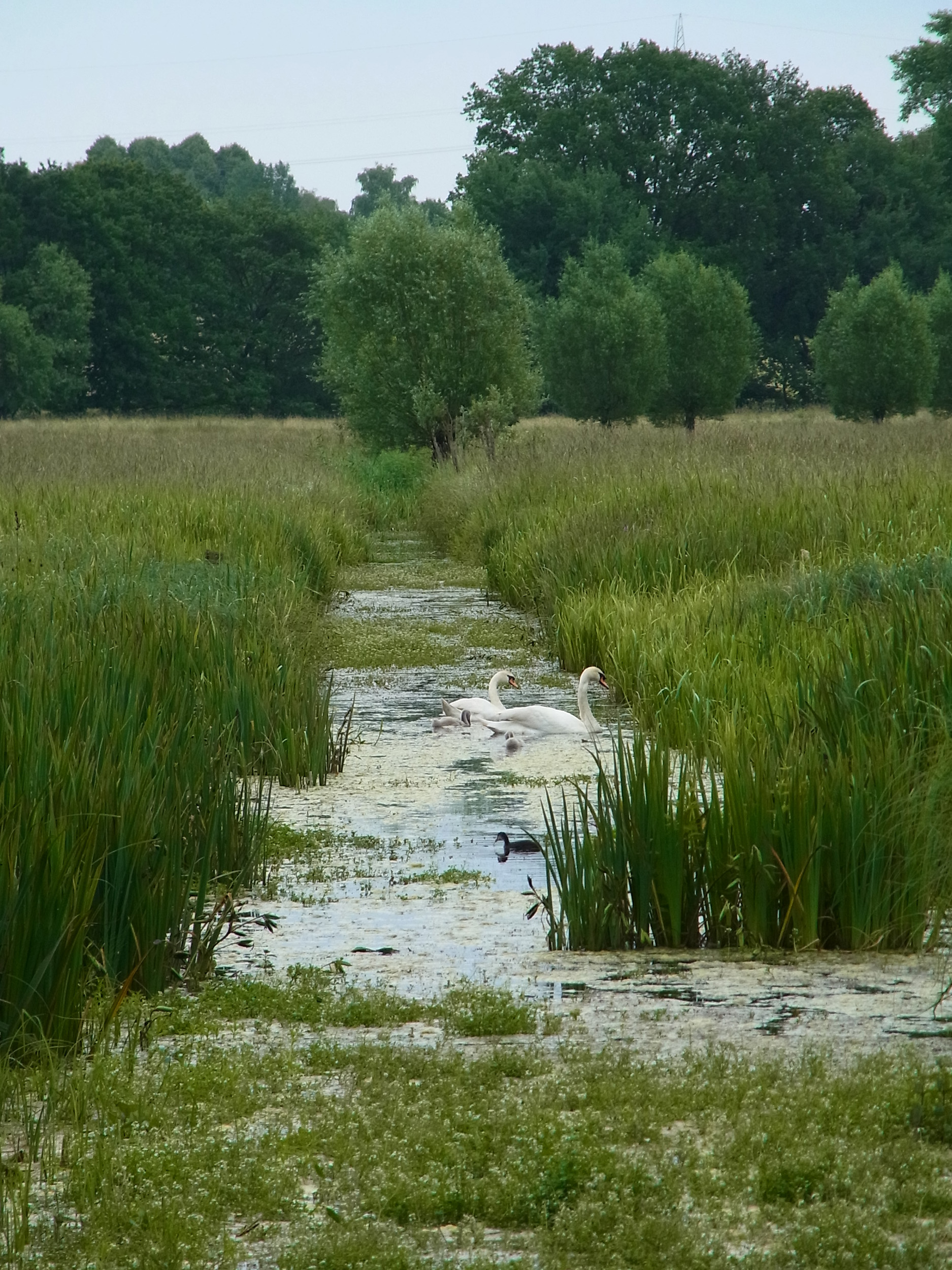
Höckerschwäne und Blässhühner auf dem Schapener Graben

Im Bereich der Weddeler Grabenniederung zwischen Buchhorst und Weddel wurde in den frühen 1990er-Jahren begonnen, frühere Ackerflächen im Sinne des Naturschutzes zu entwickeln. Dafür wurden neue Teiche und Gräben angelegt und durch Aufstauen des Wassers eine Vernässung der Flächen erreicht. Hier konnten sich Röhrichte und Sumpfwiesen entwickeln.
Die Weddeler Grabenniederung wurde zu einem wichtigen Lebensraum für Amphibien, Insekten und Wiesenvögel. Auch der Weißstorch ist hier mittlerweile wieder heimisch.
Um die Flächen offen zu halten, mussten sie gemäht werden, was sich als aufwendig herausstellte. Die Flächen wurden daher Anfang des 21. Jahrhunderts verpachtet und mit Schottischen Hochlandrindern und Islandponys beweidet.

### Mittelriede
Im zwischen dem Kloster Riddagshausen und der Bahnstrecke Braunschweig–Magdeburg liegenden Bereich des Naturschutzgebietes soll ein rund 130 Meter langer Abschnitt der Mittelriede zu einem naturnahen Gewässerabschnitt umgestaltet werden.

## Flora und Fauna
Das Naturschutzgebiet „Riddagshausen“ bietet mit seinen unterschiedlichen Biotopen zahlreichen Tier- und Pflanzenarten einen Lebensraum.
Zu den regelmäßig brütenden Wasservögeln zählen an den Riddagshäuser Teichen Stockente, Reiherente, Höckerschwan, Blässhuhn, Teichhuhn, Haubentaucher und Zwergtaucher. Die Graugans wurde Mitte der 1960er-Jahre wieder angesiedelt und ist mittlerweile häufiger Brutvogel. Seit einigen Jahren brütet auch die Nilgans gelegentlich im Gebiet. Zu den unregelmäßigen oder ehemaligen Brutvögeln zählen zudem Krickente, Schnatterente, Spießente, Knäkente, Löffelente, Kolbenente, Tafelente, Schellente, Schwarzhalstaucher, Flussregenpfeifer und Lachmöwe. Auch der Eisvogel brütet im Gebiet und ist regelmäßig an den Teichen anzutreffen.
In den Röhrichtzonen und Großseggenrieden des Teichgebiets brüten regelmäßig Wasserralle, Teich- und Schilfrohrsänger sowie der Rohrschwirl. Als unregelmäßige oder ehemalige Brutvögel wurden Tüpfelsumpfhuhn, Rohrdommel, Bartmeise und Drosselrohrsänger festgestellt. Brutverdacht bestand für Kleines Sumpfhuhn und Blaukehlchen. Die Röhrichtzonen sind außerdem Lebensraum für Wirbellose und Insekten.
Für zahlreiche Gast- und Zugvogelarten ist das Naturschutzgebiet ein wichtiges Nahrungs- und Rastgebiet. Zu den regelmäßigen Gastvögeln gehören Kormoran, Grau- und Silberreiher, Kranich und Lachmöwe sowie bei den Entenvögeln Reiher- und Tafelente, Krick-, Knäk-, Löffel-, Schnatter-, Spieß- und Pfeifente sowie die Blässgans. Auf dem Limikolenzug sind regelmäßig Flussuferläufer, Wald- und Bruchwasserläufer, Grünschenkel, Dunkler Wasserläufer, Fluss- und Sandregenpfeifer sowie Bekassinen zu beobachten. Seltene, aber regelmäßige Durchzügler sind Fischadler, Silbermöwe und Trauerseeschwalbe. Im Winterhalbjahr ist regelmäßig der Bergpieper anzutreffen.
Der Mittelspecht ist im mit Alteichen durchsetzten, feuchten Waldbereichen im Südosten des Naturschutzgebietes zu finden. Weitere vorkommende Spechte sind Buntspecht, Grünspecht, Schwarzspecht und Kleinspecht. Seit 2007 ist auch der Weißstorch wieder heimisch, für den im Bereich der Weddeler Grabenniederung und auf der Piepenwiese zwischen Wabe und Mittelriede künstliche Nistmöglichkeiten vorhanden sind.

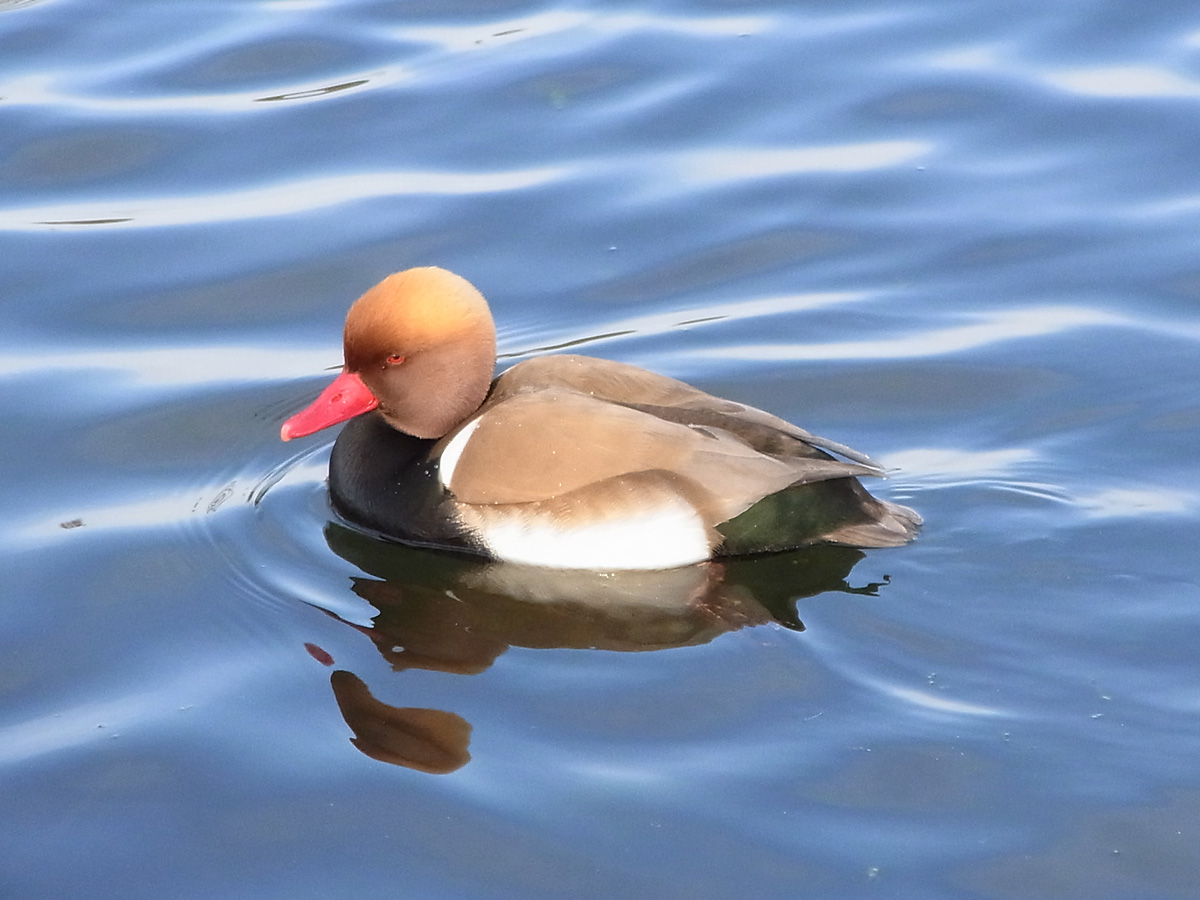
Männchen der Kolbenente (Netta rufina) auf dem Neuen Bleeksteich
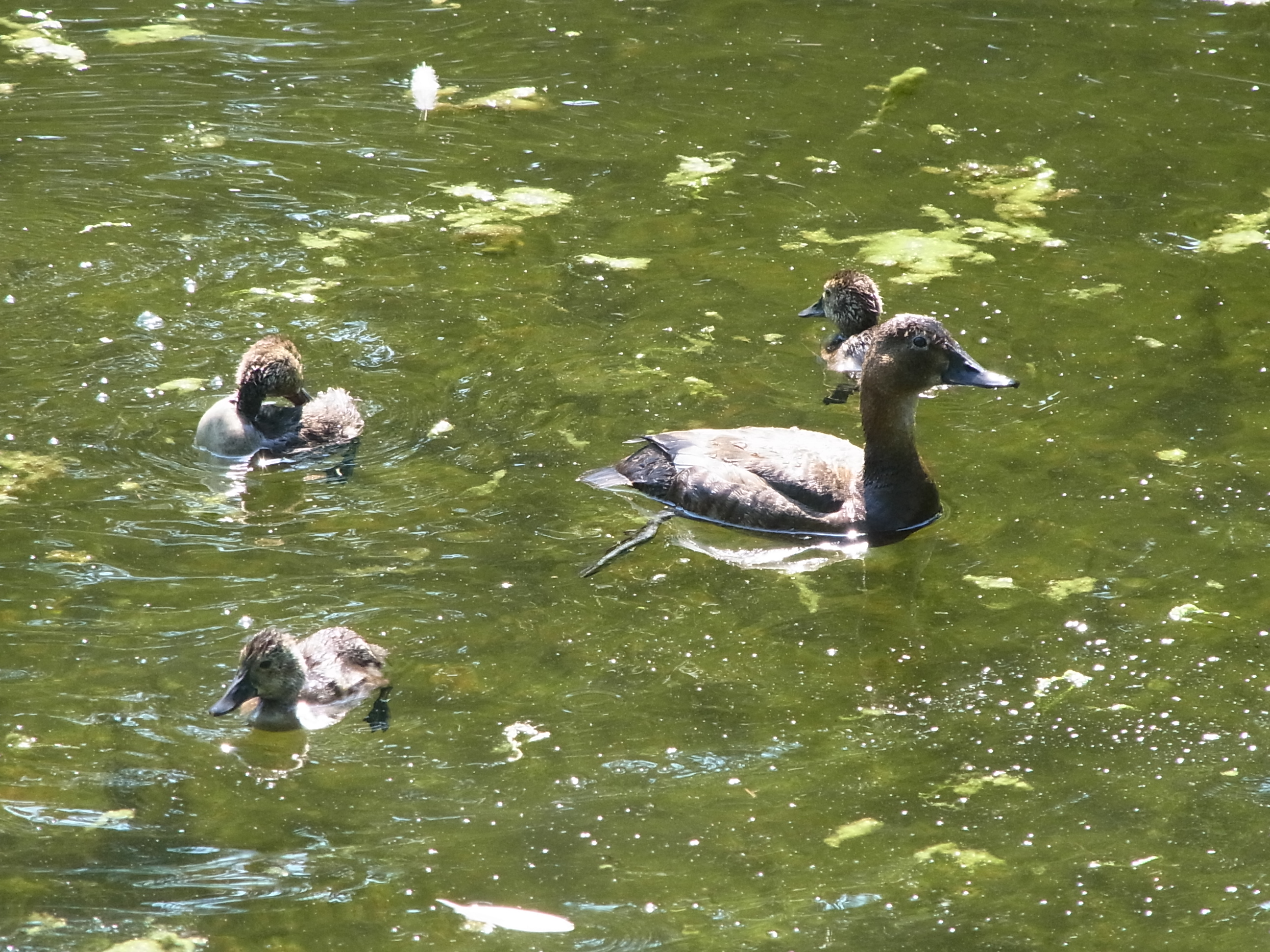
Weibchen der Tafelente (Aythia ferina) mit Jungvögeln auf dem Neuen Bleeksteich
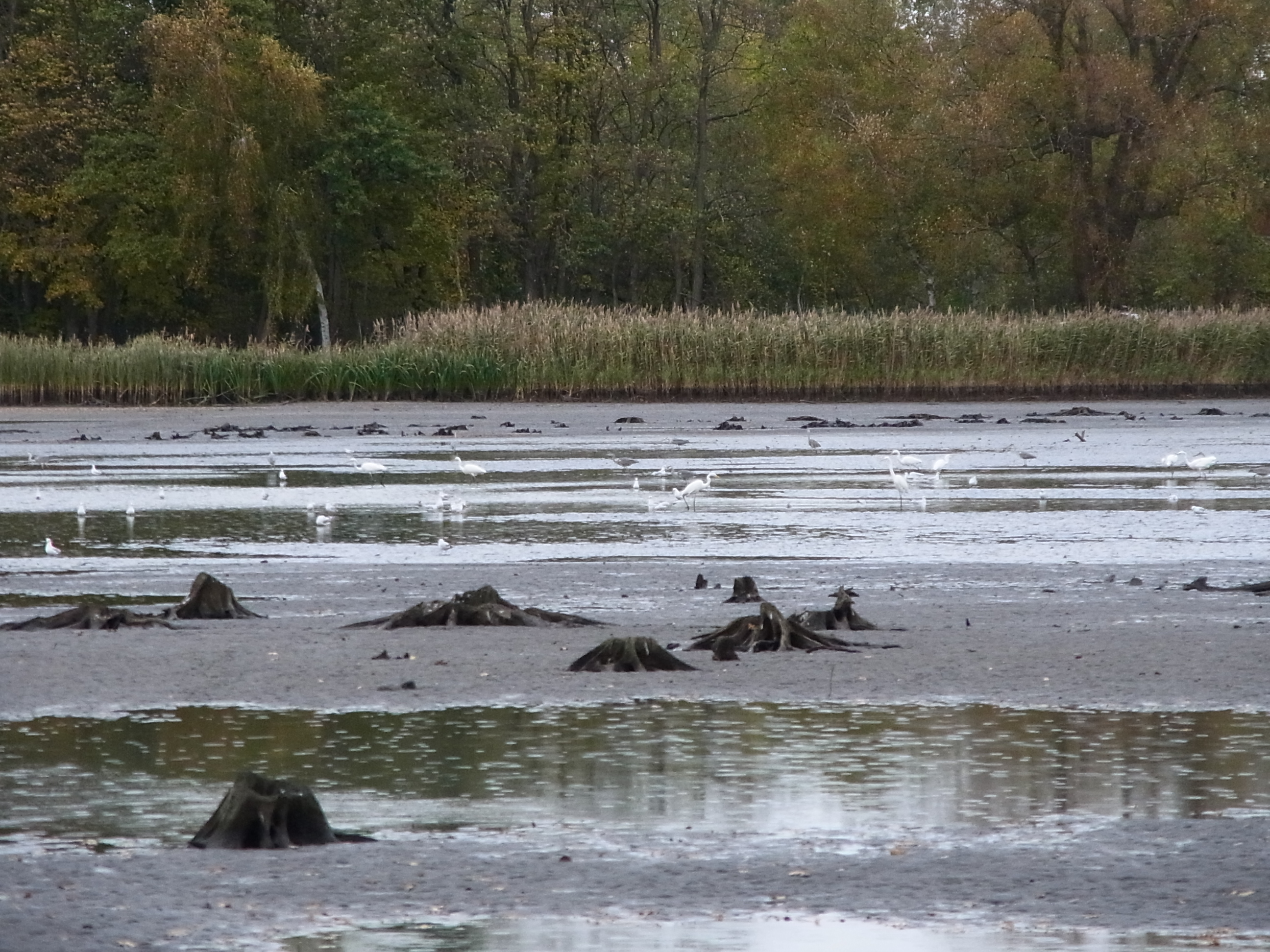
Ansammlung von Silberreihern beim Abfischen des Mittelteichs
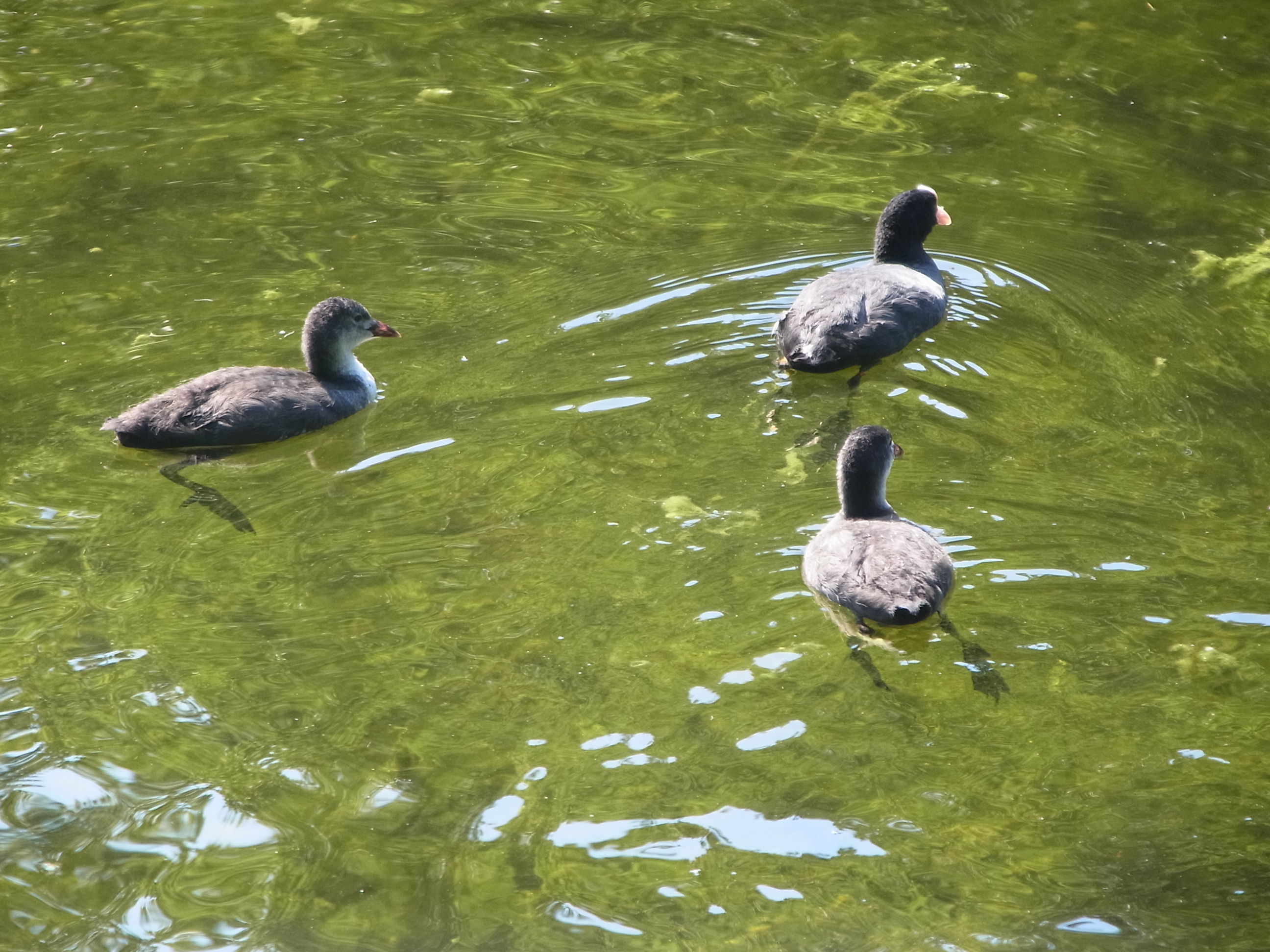
Blässhuhn mit Jungvögeln auf dem Neuen Bleeksteich
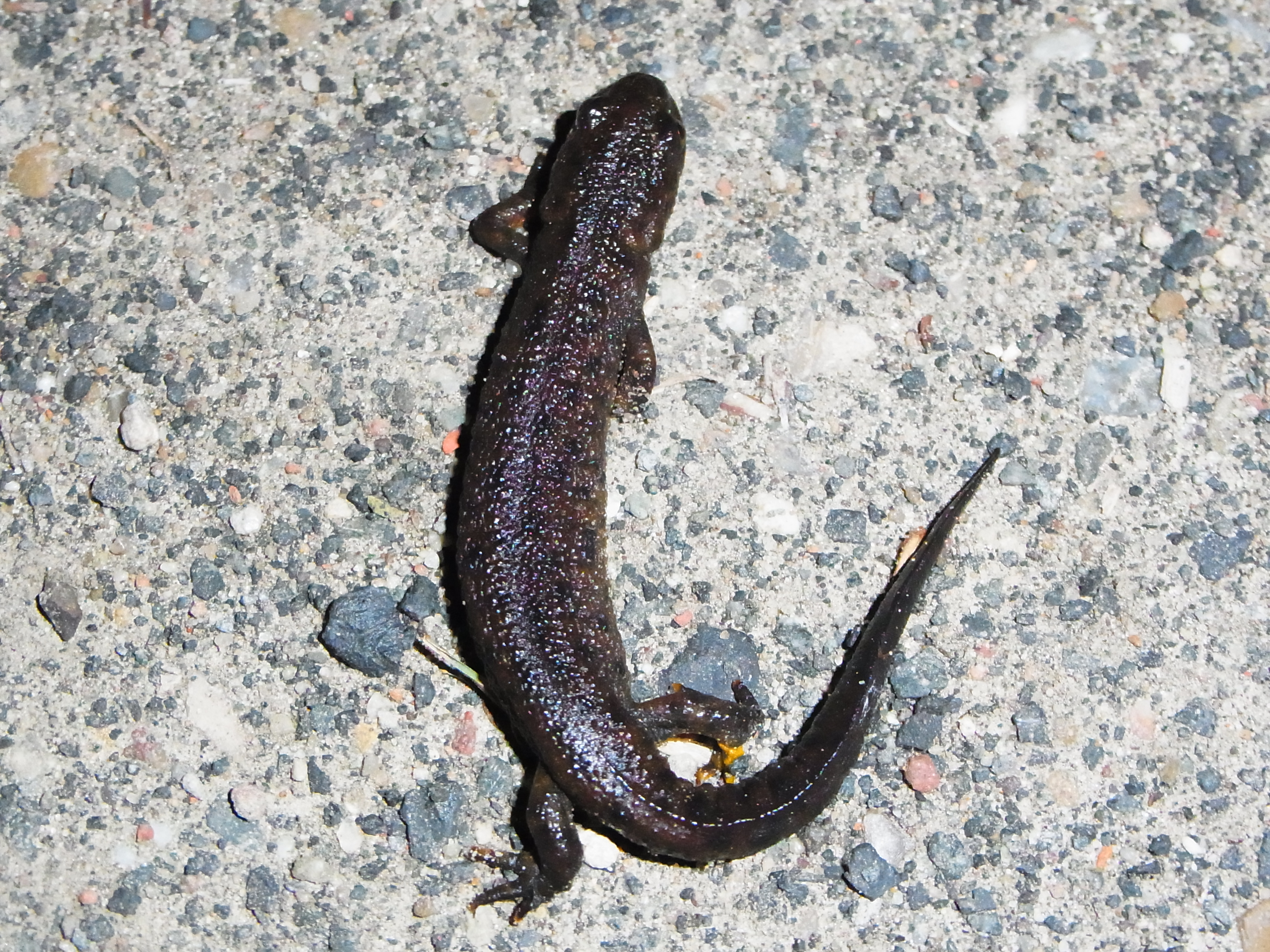
Kammmolch (Triturus cristatus) in Landtracht, NSG Riddagshausen

Die Teiche und Gräben im Naturschutzgebiet bieten Lebensraum für zahlreiche Amphibien wie Kamm-, Berg- und Teichmolch, Gras-, Moor- und verschiedene Grünfrösche sowie Erd- und Knoblauchkröte. Die Knoblauchkröte hat im Naturschutzgebiet eines ihrer größten permanenten Vorkommen in Niedersachsen, wobei ihr Hauptvorkommen im Bereich des Schapenteiches im Norden des Naturschutzgebietes liegt. 2006 und 2007 wurden zur Wiederansiedlung des Laubfrosches in drei Kleingewässern Kaulquappen und Jungfrösche ausgesetzt. Zahlreich vertreten sind auch Libellen, darunter Große Königslibelle, Großes Granatauge und Große Moosjungfer.
Im Naturschutzgebiet kommen verschiedene Heuschrecken vor, so z. B. Gemeine Eichenschrecke, Kurzflüglige Schwertschrecke, Säbel-Dornschrecke und Gemeine Dornschrecke in der Weddeler Grabenniederung, Langflüglige Schwertschrecke auf dem Legdenanger und Blauflüglige Ödlandschrecke, Blauflüglige Sandschrecke, Heidegrashüpfer, Wiesengrashüpfer und Gefleckte Keulenschrecke in den Wiesen- und Magerrasenbereichen im Neuen Land.
An Schmetterlingen kommen neben anderen Arten Schwalbenschwanz, Resedafalter, Prächtiger Bläuling und Widderchen wie Sechsfleck-Blutströpfchen und Gemeines Grünwidderchen im Neuen Land sowie Goldene Acht, Kleiner Perlmuttfalter, Mauerfuchs und verschiedene Dickkopffalter wie Spiegelfleck-, Gelbwürfeliger und Schwarzkolbiger Braun-Dickkopffalter in der Weddeler Grabenniederung vor.
Das Naturschutzgebiet ist mit seinen großen Wasserflächen und Gehölzbeständen auch Lebensraum für verschiedene Fledermäuse, darunter Großer Abendsegler, Zwerg-, Wasser-, Breitflügel-, Rauhaut- und Mopsfledermaus, die in Kopfbäumen und anderen alten Bäumen Unterschlupf finden.
Insbesondere im Schapenbruchteich kommt der Schlammpeitzger vor. Hier ist auch ein Vorkommen des Medizinischen Blutegels und der Großen Teichmuschel zu finden.
In den Teichen sind Teich- und Seerosen sowie Laichkraut- und Froschbissgesellschaften, Krebsscheren und Wasserschlauch zu finden. Von besonderer Bedeutung ist die artenreiche Teichbodenflur des Schapenbruchteichs mit Braunem Zypergras, Schlammling, Nadelsimse und Zypergrassegge, welche sich nur beim Trockenfallen von Schlammflächen entwickelt. Auf feuchten bis nassen Standorten sind Sumpfschwertlilie und Blutweiderich zu finden.
Der Legdenanger als offene Fläche ist Lebensraum für zahlreiche Tiere, darunter Feldlerche, Rebhuhn, Wachtel und Kiebitz, Amphibien wie die Knoblauchkröte, Laufkäfer, Feldhase u. a. Hecken bieten Neuntöter und Raubwürger Lebensräume. Auch für Ackerwildkräuter, darunter auch mehrere gefährdete Arten, ist der Legdenanger ein wichtiger Lebensraum. Die Grünlandbereiche am Nehrkornweg im Norden des Legdenangers werden im Winter und Frühjahr häufig von Graugänsen als Weide genutzt.

## Naherholung und Natur erleben
Das Naturschutzgebiet „Riddagshausen“ dient neben dem Naturschutz auch der Naherholung. Es darf auf den Wegen betreten werden. Für Reiter gibt es entsprechend gekennzeichnete Wege. Auf dem Kreuzteich, dem westlichsten der Stauteiche, ist im Winter das Schlittschuhlaufen erlaubt.
Im Naturschutzgebiet sind als „Ranger“ bezeichnete Betreuer unterwegs, die Fragen zum Naturschutzgebiet beantworten und Führungen durchführen, aber auch darauf achten, dass Besucher die Regeln im Schutzgebiet einhalten.
Durch das Naturschutzgebiet verläuft ein 2009 angelegter Naturerlebnispfad mit Stegen und erhöhten Aussichtspunkten. Entlang des Weges wurden an zwölf Stellen Informationstafeln errichtet, an denen man sich über das Naturschutzgebiet, die Lebensräume und die Flora und Fauna informieren kann.
Weiterhin gibt es eine 12,3 Kilometer lange Rundtour durch das gesamte Naturschutzgebiet, die größtenteils auch mit dem Fahrrad zurückgelegt werden kann.
Im Süden des Schapenbruchteich wurde im Winter 1997/1998 durch das Naturschutzzentrum Riddagshausen eine Beobachtungsplattform errichtet. Von dieser konnte der gesamte See überblickt werden. Die Beobachtungsplattform wurde im August 2011 durch Brandstiftung zerstört. Die wiederaufgebaute Beobachtungsplattform wurde am 13. April 2013 ihrer Bestimmung übergeben. Eine weitere Beobachtungsplattform befindet sich im Osten des Ledgenangers.
Im Westen der Buchhorst befindet sich innerhalb der Grenzen des Naturschutzgebietes ein Anfang des 20. Jahrhunderts angelegtes Wildgehege, in dem Damwild beobachtet werden kann. Das 1838 als Forstgarten des Reichsjägerhofs angelegte Arboretum Riddagshausen, das sich ebenfalls hier befindet, reicht nur teilweise in das Naturschutzgebiet hinein. Weiterhin befindet sich hier mit dem Waldforum Riddagshausen ein waldpädagogisches Informationszentrum des Niedersächsischen Forstamtes Wolfenbüttel. Südlich des Teichgebietes befindet sich das denkmalgeschützte „Haus Entenfang“, das zu einem Informations- und Naturerlebniszentrum umgebaut und im April 2015 eröffnet wurde.
Die Stadt Braunschweig hat zwei Broschüren – eine für Erwachsene und eine für Kinder – über das Naturschutzgebiet herausgegeben. Im Naturschutzgebiet finden regelmäßig öffentliche naturkundliche Führungen zu verschiedenen Themen statt. Außerdem gibt es eine Infobroschüre für die Fahrradrundtour „Riddagshausen erleben“.

## Sonstiges
Im Naturschutzgebiet sind an mehreren Stellen Zeugen ehemaliger Baum- und Waldnutzung erhalten. So sind zwischen dem Teichgebiet und der Buchhorst sowie teilweise in der Buchhorst Hutebäume zu finden. Zeugen der früheren Schneitelwirtschaft finden sich ebenso wie Kopfweiden entlang der Dämme der Fischteiche.

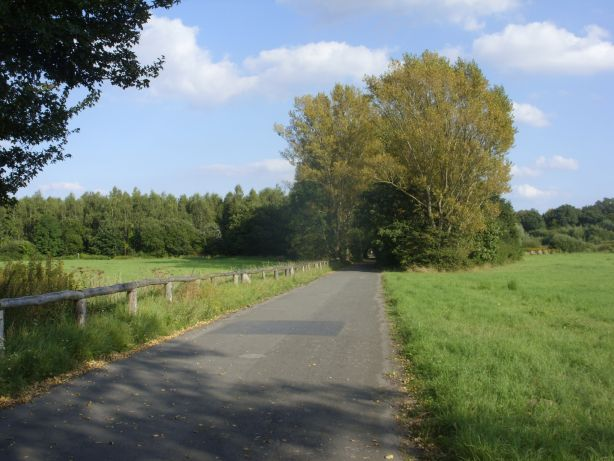
Nehrkornweg

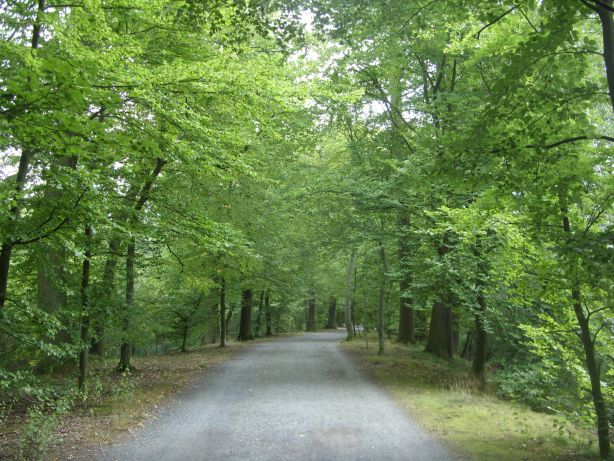
Dr.-Willke-Weg

Mehrere Wege im Naturschutzgebiet sind nach Personen benannt, die sich um die Erforschung und Erhaltung des Teichgebietes und seiner Umgebung verdient gemacht haben.
- Der Nehrkornweg wurde nach dem Amtmann und Naturforscher Adolph Nehrkorn benannt, der sich für die Erforschung und Erhaltung der Vogelwelt der Riddagshauser Teiche einsetzte.
- Der Dr.-Willke-Weg wurde nach dem Braunschweiger Arzt Dr. Otto Willke benannt, der sich für die Sicherung und Erhaltung des Teichgebietes einsetzte und sich für die Ausweisung des Gebietes als Naturschutzgebiet einsetzte. Er war erster Beauftragter für Naturschutz und Landschaftspflege der Stadt Braunschweig.
- Der Gerhard-Schridde-Weg wurde nach dem Studienrat und Heimatpfleger Gerhard Schridde benannt. Er war Nachfolger von Otto Willke als Naturschutzbeauftragter der Stadt Braunschweig.
- Der Dr.-Berndt-Weg wurde nach Rudolf Berndt benannt, der sich nach dem Zweiten Weltkrieg für den Erhalt des Naturschutzgebietes Riddagshausen einsetzte.
- Der Kleidersellerweg wurde nach der gesellschaftlichen Vereinigung „Die ehrlichen Kleiderseller zu Braunschweig“ benannt, die im 19. Jahrhundert regelmäßig einen Spaziergang von Riddagshausen zum Ausflugslokal „Grüner Jäger“ unternahmen.

Im Naturschutzgebiet Riddagshausen liegen mit Fischerhaus und Schäfersruh zwei Bereiche, für die der Schutzstatus nicht gilt. Am Fischerhaus ist ein Fischgut angesiedelt. In Schäfersruh befindet sich das Ausflugslokal „Schäfers Ruh“ sowie der ehemalige Bahnhof Schapen der früheren Braunschweig-Schöninger Eisenbahn. Nördlich und südlich des ehemaligen Bahnhofs sind bis in die Buchhorst hinein noch Reste der ehemaligen Bahntrasse zu erkennen.
Ebenfalls aus dem Naturschutzgebiet ausgespart sind im Süden der Reichsjägerhofs, der Hauptteil des Arboretums, das Waldforum und der Grüne Jäger.